# Davis Cup (Walter Davis Jr.)
Davis Cup è il primo album di Walter Davis Jr., pubblicato dalla Blue Note Records nel giugno del 1960.

## Tracce
Brani composti da Walter Davis Jr..
Lato A
1. 'Smake It – 5:08
2. Loodle-Lot – 6:00
3. Sweetness – 8:15

Durata totale: 19:23
Lato B
1. Rhumba Nhumba – 7:01
2. Minor Mind – 6:28
3. Millie's Delight – 5:06

Durata totale: 18:35

## Musicisti
- Walter Davis Jr. - pianoforte
- Jackie McLean - sassofono alto
- Donald Byrd - tromba
- Sam Jones - contrabbasso
- Art Taylor - batteria